# 모범운전사 갑순이
모범운전사 갑순이는 1972년 공개된 대한민국의 영화이다.

## 배역
- 윤정희
- 신성일
- 여운계
- 추석양
- 이철
- 김경수
- 윤연경
- 최석
- 석인수
- 조덕성